# Stella (operacijski sustav)
Stella je bio operacijski sustav koji pokreće mikroprocesore Motoroline serije Motorola 68000 i u procesorima ColdFire. Jedna od osoba koja je razvijala ovaj sustav je bio Tony Tebby. OS je bio razvijen 1990-ih.